# Dinera vaga
Dinera vaga är en tvåvingeart som först beskrevs av Robineau-desvoidy 1863.  Dinera vaga ingår i släktet Dinera och familjen parasitflugor.
Artens utbredningsområde är Frankrike. Inga underarter finns listade i Catalogue of Life.